# Martina Gedeck
Martina Friederike Gedeck (Monaco di Baviera, 14 settembre 1961) è un'attrice tedesca.

## Biografia
Il padre Karl-Heinz era un grossista, mentre la madre Helga era segretaria. Tra i film interpretati dalla Gedeck sono da ricordare Ricette d'amore (2001), in cui recita accanto a Sergio Castellitto, Le particelle elementari (2006), Le vite degli altri (2006), vincitore del premio Oscar come miglior film straniero nel 2007, The Good Shepherd - L'ombra del potere (2006) e La banda Baader Meinhof (2008). Ha recitato anche in italiano nel film di Daniele Luchetti Anni felici del 2013. È una delle più conosciute e premiate attrici tedesche.

## Filmografia parziale

### Cinema
- Rossini, regia di Helmut Dietl (1997)
- Ricette d'amore (Bella Martha), regia di Sandra Nettelbeck (2001)
- La libertà dell'aquila (Andreas Hofer 1809 - Die Freiheit des Adlers), regia di Xaver Schwarzenberger (2002)
- Le particelle elementari (Elementarteilchen), regia di Oscar Roehler (2006)
- Le vite degli altri (Das Leben der Anderen), regia di Florian Henckel von Donnersmarck (2006)
- The Good Shepherd - L'ombra del potere (The Good Shepherd), regia Robert De Niro (2006)
- La banda Baader Meinhof (Der Baader Meinhof Komplex), regia di Uli Edel (2008)
- Geliebte Clara, regia di Helma Sanders-Brahms (2008)
- Tris di donne e abiti nuziali, regia di Vincenzo Terracciano (2008)
- The Door, regia di István Szabó (2012)
- Treno di notte per Lisbona (Night Train to Lisbon), regia di Bille August (2013)
- Anni felici, regia di Daniele Luchetti (2013)
- Das Tagebuch der Anne Frank, regia di Hans Steinbichler (2016)

### Televisione
- In fuga per la vita - miniserie TV, regia di Gianfranco Albano (1993)
- Romeo, regia di Hermine Huntgeburth - film TV (2001)
- Sissi - miniserie TV (2010)
- Helgoland 513, regia di Robert Schwentke – miniserie TV (2024)

## Doppiatrici italiane
Nelle versioni in italiano delle opere in cui ha recitato, Martina Gedeck è stata doppiata da:
- Alessandra Cassioli in Ricette d'amore
- Cinzia Villari in Le particelle elementari
- Laura Boccanera ne Le vite degli altri
- Roberta Pellini in La banda Baader Meinhof
- Chiara Salerno in Treno di notte per Lisbona
- Emanuela Rossi in Sissi
- Cristina Boraschi in La religiosa
- Roberta Pellini in Helgoland 513